# Abelardo Olivier
Abelardo Olivier (n. 9 noiembrie 1877, Portogruaro, Veneto, Italia – d. 24 ianuarie 1951, Milano, Italia) a fost un scrimer italian, medaliat olimpic. A participat la 2 ediții ale Jocurilor Olimpice (1908, 1920) în care a câștigat o medalie de aur și o medalie de argint.